# Hagen Kleinert
Hagen Michael Kleinert, né le 15 juin 1941 à Festenberg (aujourd'hui Twardogóra) en Silésie, est professeur de physique théorique à l'université libre de Berlin (Allemagne), et membre honoraire de l'Académie de créativité à Moscou. Il a reçu en 2008 le prix Max Born avec médaille, et le
prix Majorana avec médaille (le dernier pour sa contribution
au volume memorial fêtant le centenaire de l'anniversaire de Lev Davidovich Landau). Il a été honoré de doctorats par plusieurs universités.

## Biographie
Kleinert a étudié la physique à l'université de Hanovre entre 1960 et 1963, puis dans plusieurs universités américaines. En 1967 il a obtenu un doctorat à l'université du Colorado à Boulder. Depuis 1969, il a un poste de professeur ordinaire à l'université libre de Berlin.
Il a passé plusieurs périodes dans différentes universités, entre autres en Californie à Berkeley, Santa Barbara, San Diego, Santa Cruz, Irvine, ou Los Angeles (UCSC) et Pasadena (CalTech). Dans ce dernier Institut, il a travaillé avec Richard P. Feynman sur sa théorie de l'intégrale de chemin, qu'il a élargie au cours des années suivantes pour la présenter dans son livre Path Integrals in Quantum Mechanics, Statistics, Polymer Physics, and Financial Markets (v. en bas), qui a connu quatre rééditions et qui a eu des comptes rendus enthousiastes.
En collaboration avec Feynman, il a développé une méthode pour calculer approximativement les intégrales de chemin,
puis a essentiellement étendu cette méthode au cours des 15 dernières années, de sorte que les séries divergentes peuvent être converties en séries convergentes. Ce traitement est la base de la théorie la plus exacte des exposants critiques, observables près des transitions de phase de deuxième ordre. En particulier, cette théorie a prévu des résultats obtenus dans une expérience en impesanteur sur l'hélium superfluide.
En collaboration avec H. Duru il a calculé pour la première fois l'intégrale de chemin pour l'atome d'hydrogène en 1979,.
À l'aide de la théorie des champs des quarks il trouva l'origine de l'algèbre de couplage de Regge introduite par N. Cabibbo, L. Horwitz, et Yuval Ne’eman.
Avec K. Maki, il a expliqué la structure de la phase icosaédrique des quasi-cristaux.
Il a prévu en 1982 un point tricritique pour la physique du solide et les supraconducteurs entre le type-I et II dans le diagramme de phase, qui a été confirmé par simulation Monte-Carlo. Ce résultat est basé sur une nouvelle théorie du désordre qu'il a développée dans ses deux livres intitulés Gauge Fields in Condensed Matter (v. en bas). Dans cette théorie les lignes fluctuantes des vortex et défauts sont décrits comme des excitations élémentaires à l'aide de champs.
C'est une version duale d'une théorie de champs d'ordre créée par Landau pour les transitions de phases.
À l'école d'été de Erice il proposa en 1978 l'existence d'une supersymétrie rompue dans des noyaux atomiques, qui a été trouvé expérimentalement.
Sa théorie de champs quantiques collectifs et de l'hadronisation des théories des quarks ont servi de prototype pour de nombreuses évolutions des théories de la matière condensée, des noyaux et des particules élémentaires.
En 1986 il a introduit la rigidité dans la théorie des cordes, qui est dominé normalement par la tension mécanique. Par cela il a largement amélioré la qualité des cordes. Puisque le physicien russe A. Polyakov a proposé simultanément une extension similaire, le résultat s'appelle la corde Polyakov-Kleinert.
Il a dérivé une extension de la théorie des distributions basée sur l'invariance des intégrales de chemin par rapport aux transformations de coordonnées qui permet de définir des produits de distributions (contrairement à la théorie des distributions conventionnelle qui permet seulement les combinaisons linéaires).
Cette invariance des coordonnées est une qualité nécessaire des intégrales de chemin pour qu'elles soient équivalentes à la mécanique quantique.
Comme une alternative pour la théorie des cordes, Kleinert a utilisé l'analogie entre la géométrie non euclidienne et la géométrie des cristaux avec des défauts cristallographiques pour construire un modèle pour l'univers, appelé Monde cristallisé ou « Planck-Kleinert crystal »(Archive.org • Wikiwix • Archive.is • Google • Que faire ?) (consulté le 8 avril 2013), qui a comme qualité
une explication physique tout à fait différente de celle de la théorie des cordes, quand il s'agit de distances sur l'echelle Planck. Dans son modèle, la matière crée des défauts dans l'espace temps qui sont à l'origine de la courbe et de tous les effects de la relativité générale. Cette théorie a inspiré l'artiste italien Laura Pesce à créer des sculptures en verre intitulés "world crystal" (voir à gauche en bas de la page ).
Kleinert est membre de la Faculté du Centre international d'astrophysique relativiste (IRAP) qui permet aux étudiants de préparer des thèses de doctorat qui sont acceptés à diverses universités. Ce projet fait partie du réseau international d'astrophysique . Il est également engagé dans le projet de la Fondation européenne de la science qui s'appelle Cosmology in the Laboratory.

## Œuvres
- Gauge Fields in Condensed Matter, vol. I, "SUPERFLOW AND VORTEX LINES; Disorder Fields, Phase Transitions", p. 1--742, World Scientific (Singapour, 1989); Paperback  (ISBN 9971-5-0210-0)  (lire en ligne)
- Gauge Fields in Condensed Matter, vol. II, "STRESSES AND DEFECTS; Differential Geometry, Crystal Melting", p. 743-1456, World Scientific (Singapour, 1989); Paperback  (ISBN 9971-5-0210-0)  (lire en ligne)
- Path Integrals in Quantum Mechanics, Statistics, and Polymer Physics,  World Scientific, Singapour 1990
- Pfadintegrale in Quantenmechanik, Statistik und Polymerphysik. Mannheim 1993
- Path Integrals in Quantum Mechanics, Statistics, and Polymer Physics,  2. Auflage, World Scientific, Singapour 1995
- Critical Properties of φ4-Théories, World Scientific (Singapur, 2001); Paperback  (ISBN 981-02-4658-7)  (lire en ligne)
- Path Integrals in Quantum Mechanics, Statistics, Polymer Physics, and Financial Markets, 5. Auflage, World Scientific (Singapore, 2009) (lire en ligne)
- Multivalued Fields in in Condensed Matter, Electrodynamics, and Gravitation, World Scientific (Singapour, 2008) (lire en ligne)
- Proceedings of the Eleventh Marcel Grossmann Meeting on General Relativity, World Scientific (Singapore, 2008) (together with R.T. Jantzen)
- Particles and Quantum Fields, World Scientific (Singapore, 2016) (also available online)